# گرفتار (رمان)
گرفتار (به انگلیسی: Caught)، هفدهمین رمان هارلن کوبن است که در سال ۲۰۱۰ منتشر شد.

## خلاصه داستان
داستان آن دربارهٔ خبرنگاری است به نام وندی تاینس که از طریق گفتگوهای اینترنتی و جا زدن خود به جای دختران نوجوان، مردان بچه باز را به دام می‌اندازد. آخرین طعمهٔ او دن مرسر، یک فعال اجتماعی است که با نوجوانان کار می‌کند. شبی دختری به نام چینا، یکی از این نوجوانان، با او تماس می‌گیرد و به او می‌گوید که دچار مشکل شده‌است و از او می‌خواهد به خانه‌اش برود. ولی وقتی دن مرسر وارد خانه می‌شود با وندی تاینس و گروه فیلمبرداری اش مواجه می‌شود و با وجود انکار و ادعای بی گناهی، در دام توطئهٔ وندی و برنامهٔ تلویزیونی اش گرفتار می‌شود. از طرفی دیگر دختری هفده ساله به نام هیلی مک وید، کاپیتان تیم لاکراس دختران که قرار است سال آینده وارد دانشگاه شود، یک شب به‌طور ناگهانی و به طرزی مرموز ناپدید می‌شود و تا سه ماه خبری از او به دست نمی‌آید. با بیشتر پیش رفتن داستان مشخص می‌شود که این ماجرا بسیار پیچیده تر از آن چیزی است که به نظر می‌رسد...

## نقد
ماجرای این کتاب همانند اکثر کتاب‌های هارلان کوبن در حومهٔ شهر نیوجرسی، شهری که خود نویسنده در حال حاضر در آن زندگی می‌کند، روی می‌دهد. از ویژگی‌های داستان می‌توان به داشتن پیچ و خم‌ها، معماهای فراوان و وقایع غیرقابل پیش‌بینی اشاره کرد، به‌طوری‌که خواننده برای کشف معماهای داستان باید به معنای واقعی تا آخرین کلمهٔ آخرین صفحهٔ کتاب پیش برود. کتاب گرفتار دهمین رمان مستقل هارلان کوبن است و ماجرای آن ارتباطی با رمان‌های قبلی او ندارد، اگرچه بعضی از شخصیت‌های کتاب‌های قبلی‌اش در آن ظاهر شده‌اند.